# Rauf Fico
Rauf Fico (ur. 13 marca 1881 w Sanie, zm. 23 stycznia 1944 w Tiranie) – albański polityk i dyplomata, w latach 1929–1931 minister spraw zagranicznych.

## Życiorys
Syn sędziego Ramiza Fico i Ruzi (z d. Buzo). Uczył się w Wiedniu, a także w osmańskiej szkole kształcącej urzędników państwowych Mekteb-i Mülkiye. W 1903 podjął staż w administracji wilajetu Janiny, pełniąc funkcję sekretarza walego. W kwietniu 1906 objął funkcję kajmakama w Konitsy. W latach 1909–1910 pełnił funkcję podprefekta w Margëlliçi (Margeriti).
Od 1903 współpracował z albańskimi działaczami narodowymi (Bajo Topulli, Salih Butka), brał udział w kongresie narodowym w Monastirze, na którym omawiano kwestię jednolitego alfabetu dla języka albańskiego. W 1912 zrezygnował z pracy w administracji osmańskiej i podjął współpracę z rządem Ismaila Qemala jako doradca w ministerstwie spraw wewnętrznych. W latach 1913–1914 pełnił funkcję prefekta Beratu, a następnie w 1914 - prefekta Wlory. W 1914 zajmował się kwestią muhaxhirów (Albańczyków, którzy uciekli z terytoriów kontrolowanych przez Serbię). W czasie I wojny światowej pełnił funkcję wiceprefekta Tirany (pod okupacją austro-węgierską). W listopadzie 1917 założył pierwszy sierociniec w Tiranie.
W grudniu 1918 wspólnie z Abdim Toptanim i Ismailem Ndroqim organizował kongres albańskich działaczy narodowych w Tiranie, a następnie kongres w Durrësie, pod patronatem Włoch. W 1920 kierował jednym z wydziałów w ministerstwie spraw wewnętrznych. W 1921 objął stanowisko ministra spraw wewnętrznych w rządzie Pandeli Evangjeliego. W latach 1923–1925 dwukrotnie był wybierany do parlamentu albańskiego, reprezentując w nim okręg Durrës.
Pod koniec lat 20. kierował ambasadą Albanii w Turcji, a następnie w Bułgarii. W kwietniu 1929 objął stanowisko ministra spraw zagranicznych. Rok później został usunięty ze stanowiska za krytyczną postawę wobec Włoch. W latach 1933–1936 był ambasadorem w Jugosławii, następnie w 1937 w Grecji. 21 listopada 1938 złożył listy uwierzytelniające na ręce Adolfa Hitlera rozpoczynając misję ambasadora Albanii w Niemczech. Po inwazji włoskiej na Albanię zakończył misję, a po powrocie do kraju został aresztowany przez włoskie władze okupacyjne i internowany. W 1942 powrócił z internowania do Tirany. W 1943 otrzymał propozycję współpracy z niemieckimi władzami okupacyjnymi, ale ją odrzucił.
Odznaczony Orderem Skanderbega, Orderem Franciszka Józefa i francuską Legią Honorową.
Był dwukrotnie żonaty (po śmierci Merushie poślubił Sanije z d. Stermasi).